# Yan Aung Kyaw
Yan Aung Kyaw (en birmano: ရန်အောင်ကျော်; n. Rangún, Birmania, 4 de agosto de 1989) es un futbolista birmano que juega como centrocampista en el Yangon United FC de la Liga Nacional de Birmania. Es internacional por Birmania.